# Giordano Malagoli
Giordano Malagoli (Modena, 18 febbraio 1915 – Modena, 30 dicembre 2006) è stato un calciatore italiano, di ruolo difensore.

## Carriera
Giocò per tre stagioni in Serie A con il Modena e per molti altri anni in Serie B con le maglie di Modena e Reggiana.

## Palmarès

### Club

#### Competizioni nazionali
- Serie B: 1

Modena: 1937-1938